# ۱۷۴۶ (میلادی)

## زادروزها
- ۳۰ مارس، فرانسیسکو گویا نقاش اسپانیایی
- ۱۶ ژوئیه – جوزپه پیاتسی، ستاره‌شناس ایتالیایی (د. ۱۸۲۶)

## مرگ‌ها
- ۱۴ ژوئن – کولین مک‌لورین، ریاضی‌دان بریتانیایی (ز. ۱۶۹۸)